# Cavendishia axillaris
Cavendishia axillaris är en ljungväxtart som beskrevs av A. C. Smith. Cavendishia axillaris ingår i släktet Cavendishia och familjen ljungväxter. Inga underarter finns listade i Catalogue of Life.